# Iridektomie
Iridektomie (von „Iris“ und altgriechisch ἡ ἐκτομή hē ektomḗ „das Ausschneiden“) bezeichnete im 19. Jahrhundert eine Augenoperation, die darin bestand, dass man durch einen 4 bis 6 mm langen Einstich am Rande der Hornhaut mit einer Pinzette in die vordere Kammer einging, die Iris am Pupillarrand oder nächst ihrer Verwachsung mit der Hornhaut fasste, hervorzog und außerhalb der Hornhaut mit einer Schere abschnitt.
Vorläufer der Iridektomie war eine bereits 1786 durch M. de Wenzel beschriebene Operation, bei der die Ausschneidung der Iris innerhalb des Auges vorgenommen wurde, bevor Georg Joseph Beer 1798 die Ausschneidung außerhalb des Auges entwickelte.
Man machte die Iridektomie bei Erkrankungen der Iris, Hornhauttrübungen und als Voroperation bei manchen Staroperationen, ganz besonders aber seit etwa 1857 Albrecht von Graefe bei Glaukom bzw. dem grünen Star. Die Iridektomie vernichtete die Pupillenbewegungen, so dass eine solche Pupille dem Lichtreiz nicht mehr folgen konnte und der Operierte allen Gefahren desselben ausgesetzt war, falls er nicht verstand, mit dem Augenlid die Funktion jenes Muskels zu ersetzen. Um dem vorzubeugen, schlug man eine Operation vor, durch welche die natürliche Pupille nur verlegt wurde, nämlich die Iridodesis. Diese bestand darin, dass man einen 2 mm weiten Schnitt am Hornhautrand machte und, wenn das Kammerwasser abfloss und die Iris infolgedessen vorfiel, diesen Teil der Iris mit der Pinzette fasste und so weit herauszog, dass die Pupille an jene Stelle zu liegen kam, wo man sie haben wollte. Das vorgezogene Stück Iris wurde mit einem Faden abgeschnürt.

## Heute
Heute kommt die Iridektomie meist in folgenden Fällen zum Einsatz:
- Trübung der Hornhaut
- Im Falle, dass der Patient eine Laserbehandlung (Iridotomie) ablehnt, oder für diesen Eingriff nicht lange genug still sitzen kann
- Wenn bereits erfolgte Laserbehandlungen nicht den gewünschten Effekt erzielt haben (z. B. wenn sich das in die Iris gelaserte Loch wieder verschlossen hat)
- Akutes Winkelblockglaukom: Schlagartige, starke Erhöhung des Augeninnendruckes
- Aufgehobene Vorderkammer: Die Iris liegt hier direkt an der Rückseite der Hornhaut an, weshalb die Vorderkammer kaum noch vorhanden ist